# Fox Crime
Fox Crime est une chaîne de télévision appartenant à Fox Networks Group. Elle est diffusée dans différents pays, en Europe, en Asie et en Afrique.